# 贝罗甘-拉兰斯
贝罗甘-拉兰斯（法語：Berrogain-Laruns，法語發音：[bɛʁɔɡɛ̃ laʁœ̃s]）是法国大西洋比利牛斯省的一个市镇，属于奥洛龙-圣玛丽区。该市镇于1790-1794年间由贝罗甘（Berrogain）和拉兰斯（Laruns）合并而成。

## 地理
贝罗甘-拉兰斯（43°14'41"N, 0°51'53"W）面积2.68 平方千米，位于法国新阿基坦大区大西洋比利牛斯省，该省份为法国东南部省份，涵盖了贝阿恩与北巴斯克，西临大西洋比斯開灣，北至朗德省，东北接热尔省，东临上比利牛斯省，南与西班牙接壤。
与贝罗甘-拉兰斯接壤的市镇（或旧市镇、城区）包括：谢罗特、蒙卡约勒-拉罗里-芒迪比约、维奥多斯-下阿邦斯、阿拉斯特-拉尔比约。
贝罗甘-拉兰斯的时区为UTC+01:00、UTC+02:00（夏令时）。

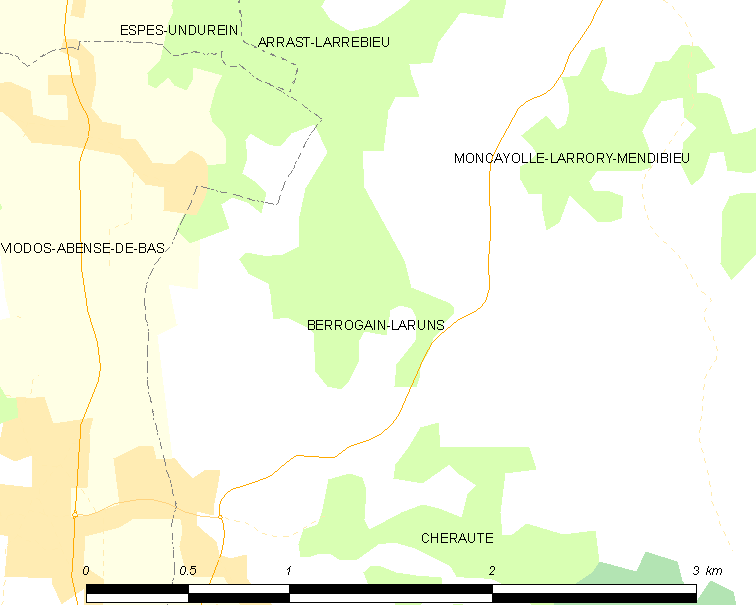
贝罗甘-拉兰斯的OSM定位图

## 行政
贝罗甘-拉兰斯的邮政编码为64130，INSEE市镇编码为64115。

## 政治
贝罗甘-拉兰斯所属的省级选区为巴斯克山地县。

## 人口

1962-2008年间贝罗甘-拉兰斯人口变化图示

贝罗甘-拉兰斯于2022年1月1日时的人口数量为156人。